# انتخابات فرمانداری ماساچوست (۲۰۰۶)
انتخابات فرمانداری ماساچوست (انگلیسی: Massachusetts gubernatorial election, 2006) در ۷ نوامبر ۲۰۰۶ برگزار شد.

## نتیجه ۲۰۰۶
دوال پاتریک معاون دادستان کل ایالات متحده آمریکا (سابق) برای چهار سال از ۴ ژانویه ۲۰۰۷ تا ۶ ژانویه ۲۰۱۱ به عنوان فرماندار ماساچوست انتخاب شد. پاتریک دومین سیاه‌پوست آفریقایی آمریکایی است که در دوران بازسازی ایالات متحده آمریکا، به عنوان فرماندار و معاون فرمانداری ماساچوست در چارچوب انتخابات عام در آمریکا انتخاب می‌شود. انتخابات اولیه در ۱۹ سپتامبر ۲۰۰۶ برگزار شد.
میت رامنی کاندید حزب جمهوریخواه (ایالات متحده آمریکا) تنها برای یک دوره در انتخابات فرمانداری شرکت کرد و دوباره ثبت نام نکرد، دوره وی در ۴ ژانویه ۲۰۰۷ به پایان رسید.
کری هیلی معاون فرماندار ماساچوست که باعث شد در ۲۰۰۶ میت رامنی فرماندار ماساچوست شود برای کاندید شدن خود به عنوان فرماندار ماساچوست حمایت میت رامنی را به همراه داشت.